# 萨尔瓦特拉德米尼奥
萨尔瓦特拉德米尼奥，是西班牙加利西亚自治区蓬特韦德拉省的一个市镇。 总面积63平方公里，总人口8073人（2001年），人口密度128人/平方公里。